# Amlaíb Cenncairech
Amlaíb Cenncairech est un Viking actif en Irlande dans la première moitié du Xe siècle. Il règne sur la ville de Limerick de 932 ou 933 à 937, année qui voit sa défaite face au roi de Dublin Olaf Gothfrithson.

## Carrière
Amlaíb Cenncairech est un Viking qui règne et est peut-être même roi de Limerick. Il est connu pour ses activités guerrières en Irlande pendant la décennie 930, particulièrement dans la province du Connacht mais sans doute aussi en Ulster et dans le Leinster. Cette période des décennies 920 et 930 est considérée comme le zénith de la puissance scandinave en Irlande alors que Limerick, atteint une importance, égale à celle de Dublin.
Son surnom de Cennc(h)airech est habituellement traduit par l'expression peu flatteuse « Tête hideuse » mais 
cela semble être erroné. L'adjectif cairech signifie en effet actuellement selon le  Dictionary of the Irish Language, « criminel ; coupable; pécheur », et Cennc(h)airech peut être traduit « Tête de pécheur ».
Amlaíb est seulement mentionné dans les Annales des quatre maîtres en 931 (rect. 933) lors d'un combat victorieux contre les Ui Maine et dans les Annales de Clonmacnoise en 930 (rect. 936) et de nouveau dans celles des quatre maitres en 934 (rect. 936)  lorsqu'il mène une expédition de pillage du Lough Erne au Lough Ree et pille le Connacht et enfin en 935 (rect. 937) quand ses navires sont détruits sur le Lough Ree par  Amlaib fils de Godfraid  Les historiens estiment que les datations dans tous les cas sont antérieures aux événements. En général, les sources relatives à l'histoire de l'ouest de l'Irlande sont faibles. Le Chronicon Scotorum relève et relate les mêmes événements mais sans mentionner le nom d'Amlaíb.